# Драгова (Њамц)
Драгова (рум. Dragova) насеље је у Румунији у округу Њамц у општини Кандешти. Oпштина се налази на надморској висини од 235 m.

## Становништво
Према подацима из 2002. године у насељу је живело 275 становника, од којих су сви румунске националности.